# Юліска
Юліска (чеськ. Juliska) — спортивний стадіон у місті Прага. Арена є домашньою для місцевого футбольного клубу «Дукла». Також на стадіоні проходять інші спортивні змагання.